# Театральная (станция метро, Москва)
«Театра́льная» — станция Московского метрополитена на Замоскворецкой линии. Связана пересадками со станциями «Охотный Ряд» на Сокольнической линии и «Площадь Революции» на Арбатско-Покровской линии. Расположена в Тверском районе (ЦАО); названа по Театральной площади. Открыта 11 сентября 1938 года в составе участка «Площадь Свердлова» — «Сокол» (вторая очередь строительства). Пилонная трёхсводчатая станция глубокого заложения с одной островной платформой. Станция «Театральная» является последней работой архитектора Ивана Фомина и имеет статус вновь выявленного объекта культурного наследия.

## История

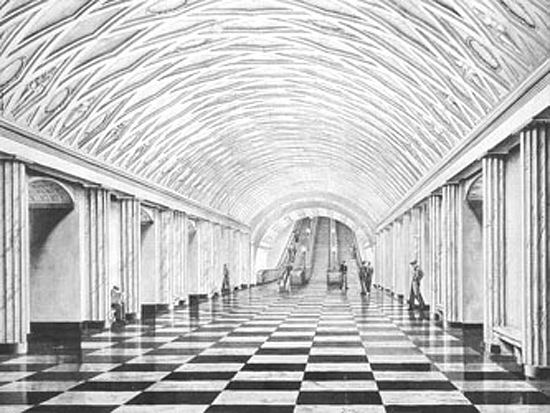
Проект станции «Площадь Свердлова» 1936 года

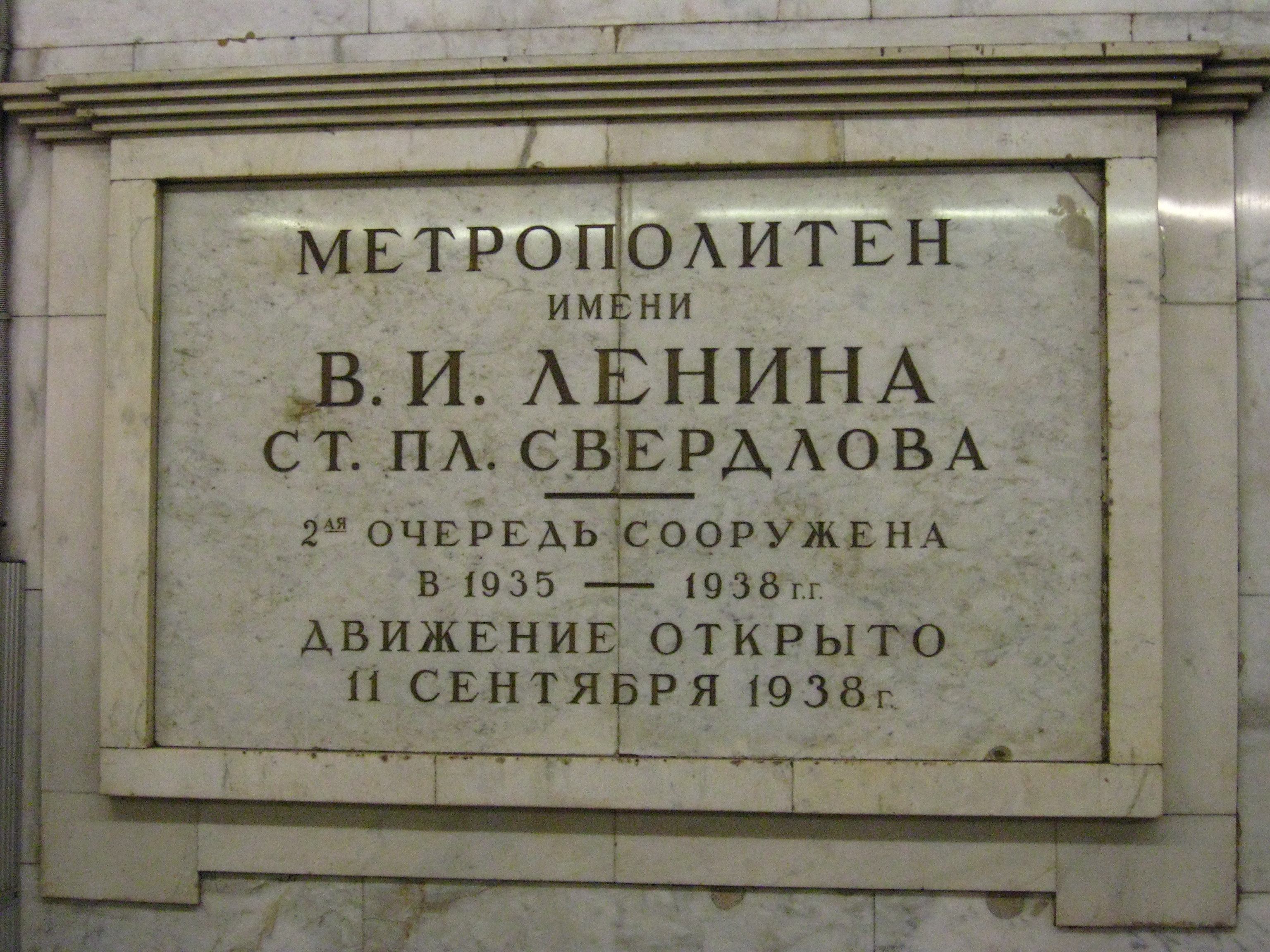
Памятная доска в ознаменование открытия станции «Площадь Свердлова»

Ещё в 1920-х годах существовали планы строительства метро в Москве. В 1927 году трестом МГЖД был составлен проект станции метро под площадью Свердлова (ныне Театральной), однако он так и остался нереализованным.
В 1931 году было принято решение о строительстве Московского метрополитена. Один из первых проектов, составленный в 1931 году, предусматривал, что между станциями «Площадь Дзержинского» и «Охотный Ряд» будет находиться станция «Площадь Свердлова». Однако летом 1932 года было решено отказаться от строительства станции «Площадь Свердлова» в составе 1-й очереди метро (несмотря на это, «Площадь Свердлова» появлялась на некоторых схемах 1934 и 1935 годов).
Генеральный план реконструкции Москвы 1935 года уже предусматривал, что станция «Площадь Свердлова» откроется в составе Горьковского радиуса 2-й очереди Московского метрополитена. В 1937 году появился проект строительства 3-й очереди, согласно которому от станции «Площадь Свердлова» линия Замоскворецкого радиуса пройдёт до станции «Завод имени Сталина» («Автозаводская»).
Проект будущей станции «Площадь Свердлова» разработал архитектор И. А. Фомин. После смерти архитектора в 1936 году этот проект был воплощён в жизнь его учеником Л. М. Поляковым. Открытие станции состоялось 11 сентября 1938 года в составе участка «Сокол» — «Площадь Свердлова» второй очереди строительства, после ввода в эксплуатацию которого в Московском метрополитене стало 22 станции.
Во время Великой Отечественной войны станция служила бомбоубежищем, как и другие станции московского метро. Строительство метро продолжалось и во время войны. 1 января 1943 года был открыт участок «Площадь Свердлова» — «Завод имени Сталина».
Изначально пересадка на станции «Охотный Ряд» и «Площадь Революции» осуществлялась только через общие со станцией «Площадь Свердлова» наземные вестибюли. Однако из-за большого пассажиропотока периодически стали возникать заторы, поэтому вскоре после открытия начались работы по проектированию прямых переходов. 30 декабря 1944 года был открыт переход из центра зала на станцию «Охотный Ряд», а 9 мая 1946 года — переход из южного торца на станцию «Площадь Революции». В 1974 году центральный пересадочный узел подвергся реконструкции, в ходе которой 7 ноября 1974 года были построены ещё два перехода: из центра зала на станцию «Площадь Революции» и из северного торца на станцию «Охотный Ряд».
В 1990 году площади Свердлова вернули историческое название Театральная площадь (на ней находятся Большой и Малый театры). Станцию метро также переименовали в «Театральную» (тем не менее, на стенах станции остались следы букв, составлявших её старое название).
В 1998 и 2004 годах на «Театральной» были заменены старые эскалаторы 1938 года выпуска.
С марта 2007 года на станции «Театральная» предоставляется услуга беспроводного доступа в интернет (Wi-Fi).

## Техническая характеристика
Конструкция станции — пилонная трёхсводчатая глубокого заложения (глубина заложения — 35 метров). Построена по типовому проекту второй очереди Московского метрополитена. Станция состоит из трёх параллельных тоннелей, поперечное сечение каждого из которых составляет 9,5 метра. Обделка из чугунных тюбингов. Каждое кольцо составлено из 18 тюбингов и имеет ширину 60 сантиметров.
Общая ширина платформы составляет 22,5 метра; расстояние между путями — 25,4 метра. Высота свода составляет 5,3 метра. Платформа возвышается над головкой рельса на 1,1 метра. Общая длина платформы составляет 155 метров.
Станционные тоннели соединены между собой проёмами, которые обрамлены рамами из чугунных тюбингов. Таких проёмов по 8 с каждой стороны. Ширина каждого проёма — 3 метра, глубина — 2,8 метра, высота — 3,35 метра.
Под платформой среднего тоннеля расположены служебные помещения. Помещения под платформами боковых залов используются для целей вентиляции.
Эскалаторные тоннели наклонены под углом 30° к горизонту. Они имеют конструкцию из чугунных тюбингов. Диаметр каждого кольца — 7,9 метра, ширина — 75 сантиметров. Эскалаторы станции трёхленточные модели ЭТ-3М с алюминиевым настилом. Эскалатор западного вестибюля имеет высоту 34,4 м, восточного — 26,8 м.
В торцах станционного зала, а также в переходах установлены гермозатворы. В северном конце центрального зала стоит колонна экстренного вызова.
Ордината оси станции — ПК01+44,5. В границах станции находятся пошёрстный и противошёрстный съезды между путями, служебная соединительная ветвь с Арбатско-Покровской линией, а также закрытый гейт к объекту ГО на Тверской площади. К станции прилегают перегоны: в нечётном направлении — «Театральная» — «Тверская»; в чётном направлении — «Театральная» — «Новокузнецкая». На станции 5 стрелочных переводов, пост централизации на 6 стрелочных переводов.

Проекты станции «Театральная»
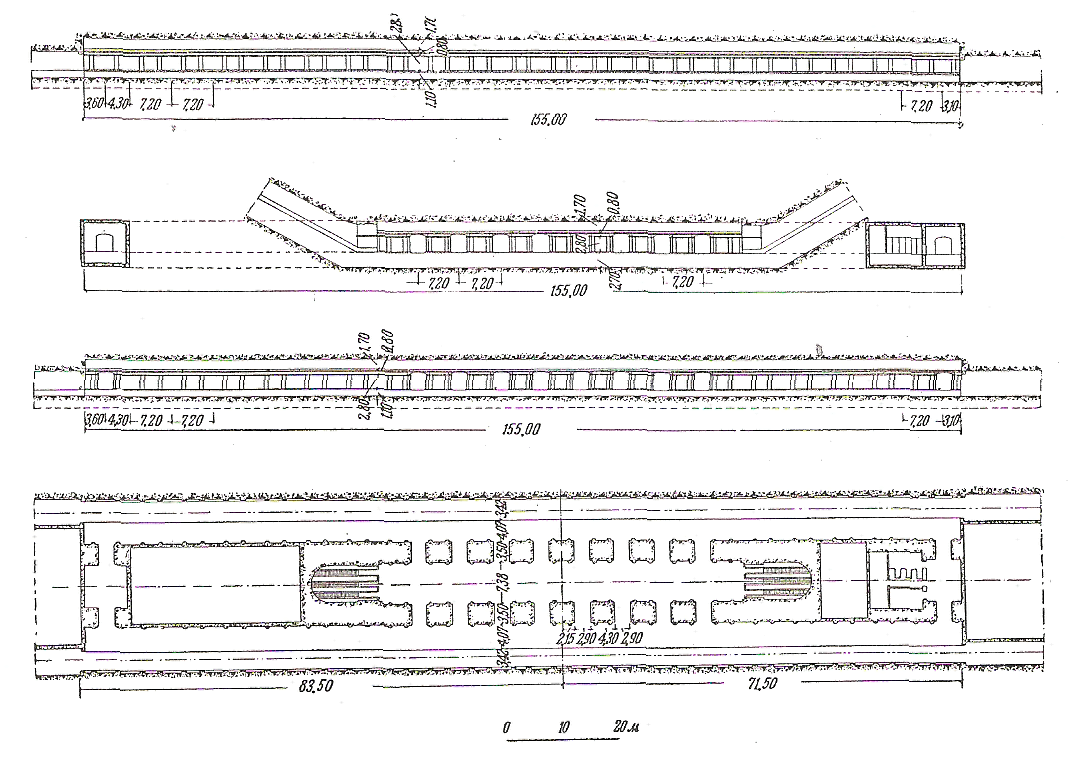
План и разрез[сн 4]
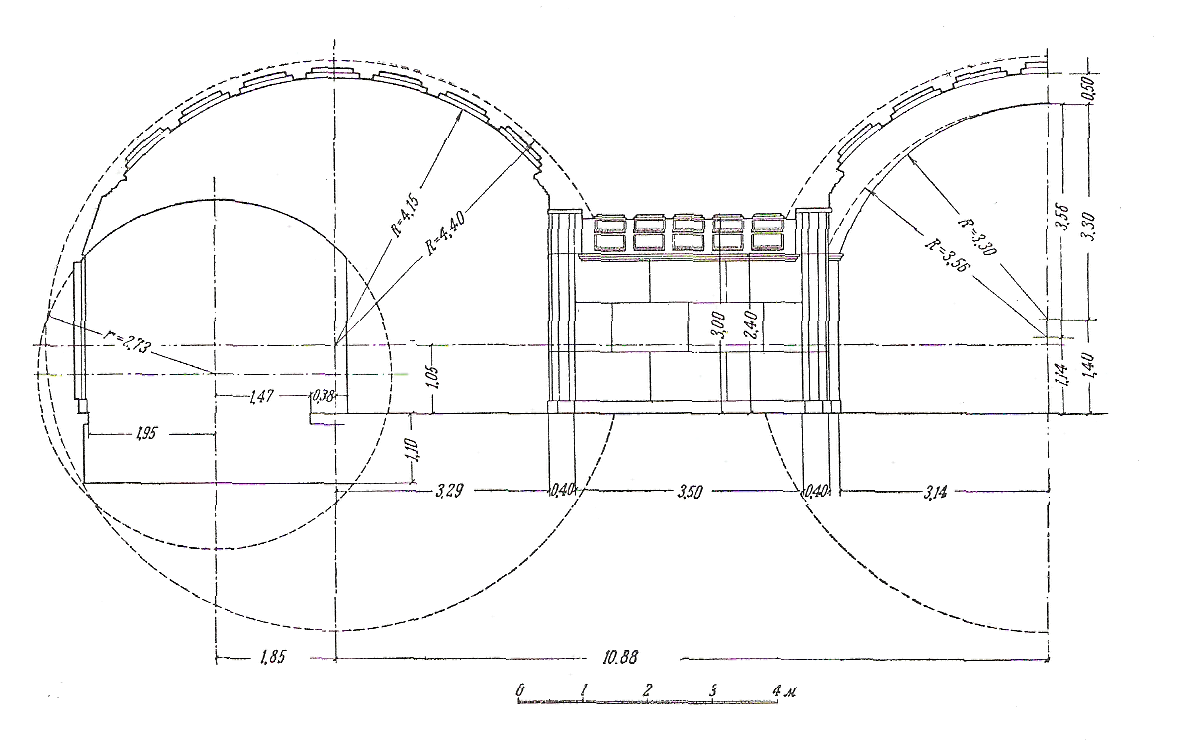
Фрагмент поперечного разреза

## Архитектура и оформление

### Станция

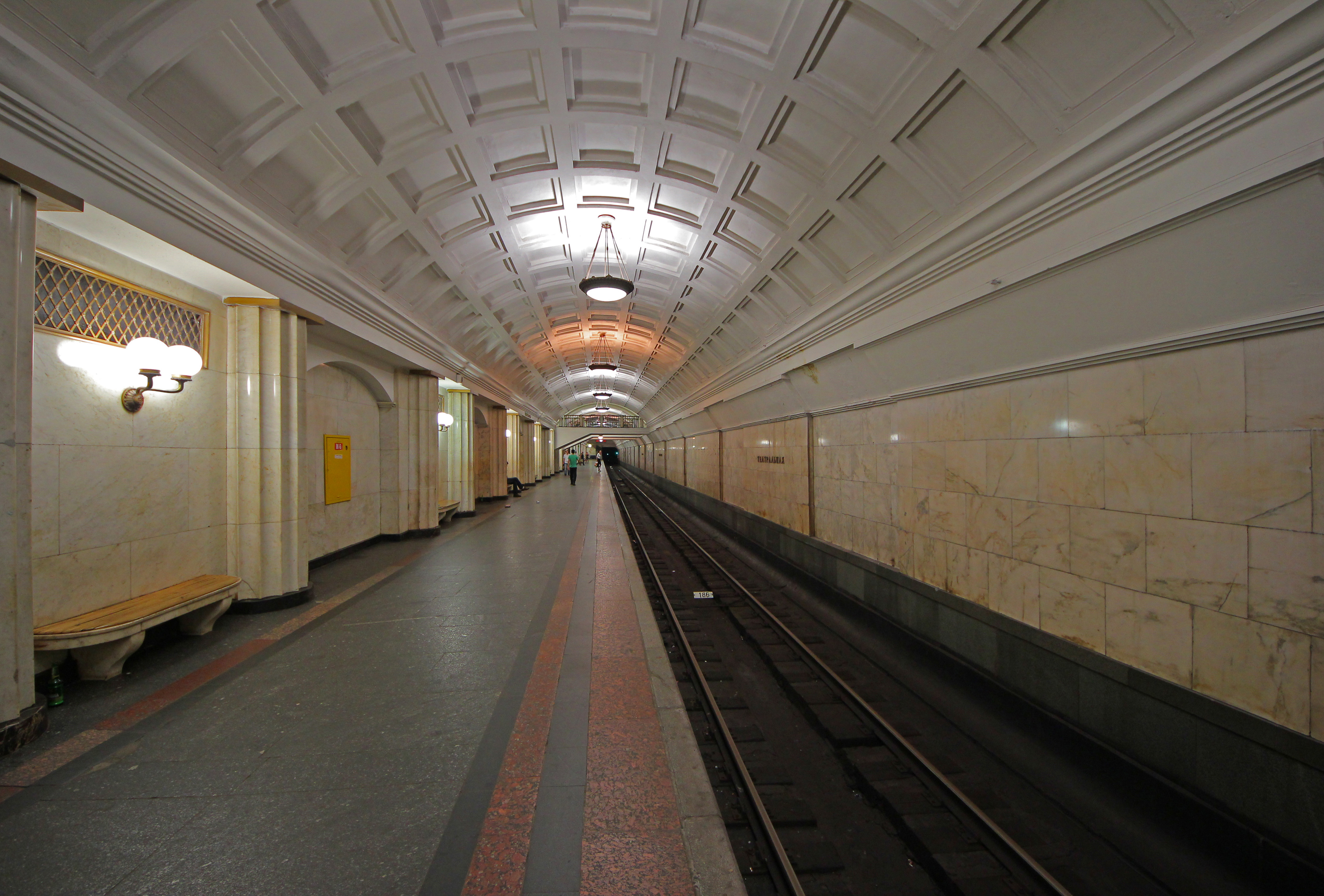
Посадочная платформа

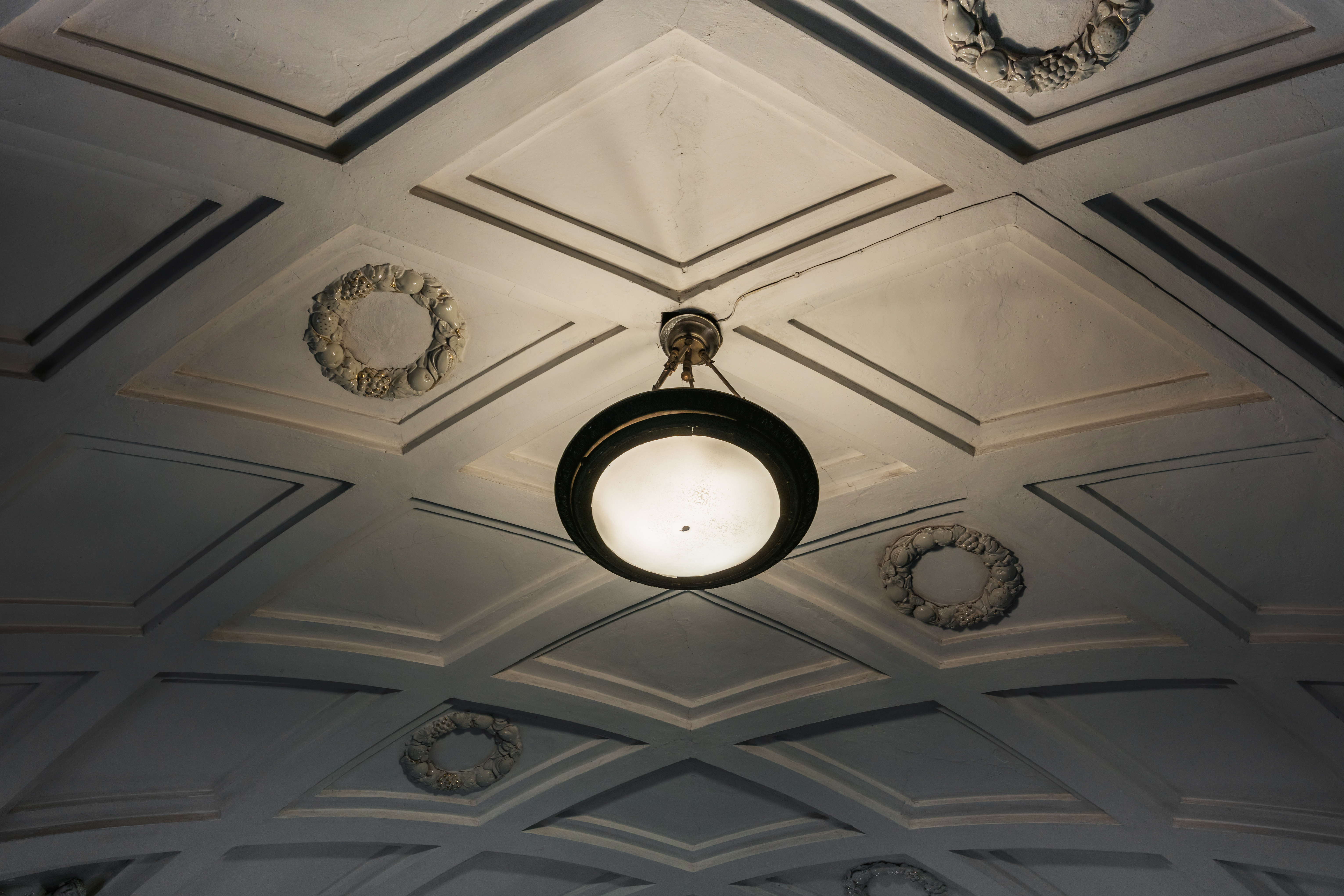
Оформление свода

Станция стала последней работой архитектора И. А. Фомина. В своём проекте он развил принцип раскрытия образа станции, впервые применённый им в архитектуре метро «Красные Ворота». Несмотря на то что станция изначально носила название «Площадь Свердлова», в её оформлении архитектор старался выразить театральную тематику: сама станция вызывает ассоциации с театральным залом, колонны напоминают кулисы, а пространство между колоннами — занавес. По словам Фомина, станция «должна служить как бы аванзалом Театральной площади и выражать великую радость освобождённого искусства всех народов нашей страны». После переименования станции в «Театральную» её оформление стало полностью отвечать названию.
Нефы станции отделены друг от друга, и главное объёмно-пространственное значение приобретает центральный зал. Он оформлен по мотивам дорического ордера. Тяжесть свода принимает на себя горизонтальный карниз, опирающийся на каннелированные полуколонны из крупных блоков мрамора Прохорово-Баландинского месторождения. Они увенчаны квадратными бронзовыми плитами, которые выполняют роль капителей и служат прокладками между колоннами и карнизами свода. Выступающие полуколонны зрительно облегчают тяжёлые пилоны станции. Между ними стены пилонов образуют ниши, в которых установлены мраморные скамьи. В верхних частях этих простенков находятся вентиляционные решётки.
Оформление пилонов со стороны перронных залов такое же, как и в центральном зале. На мраморных путевых стенах образованы чередующиеся выступы и впадины, отвечающие шагу пилонов. Верхняя часть путевых стен вблизи карниза имеет наклон, который обусловлен конструкцией станции. Цоколи путевых стен облицованы зелёным диоритом из крымской горы Аю-Даг.
|         |         |  | Белорусы |
| Армянка | Армянин |  |          |

| Армяне |           |         | Грузины |
| Армяне | Белоруска | Белорус | Грузины |

| Белорусы |          |        | Казахи |
| Белорусы | Грузинка | Грузин | Казахи |

| Грузины |         |       | Русские |
| Грузины | Казашка | Казах | Русские |

| Казахи |         |         | Узбеки |
| Казахи | Русская | Русский | Узбеки |

| Русские |         |       | Украинцы |
| Русские | Узбечка | Узбек | Украинцы |

| Узбеки   |          |
| Украинка | Украинец |

Своды боковых залов и проходов между пилонами оформлены квадратными кессонами. Свод центрального зала трактован иначе. Он отделан ромбовидными кессонами, нижний ряд которых украшен скульптурными вставками из глазурованного фарфора на тему театрального искусства народов СССР. Фигурки имеют высоту около метра. Они изображают мужчин и женщин в национальных костюмах, которые танцуют или играют на музыкальных инструментах. Из одиннадцати существовавших в 1938 году советских республик представлены семь: Армения, Белоруссия, Грузия, Казахстан, Россия, Узбекистан и Украина. Скульптуры были изготовлены на Ленинградском фарфоровом заводе по эскизам скульптора Н. Я. Данько. Сама Данько отмечала сложность изготовления столь больших фарфоровых фигур: «Ни у нас, ни на Западе эта технология ещё не была разработана. Чтобы фигуры не трескались и не коробились, применяли новый, комбинированный способ формовки. В гипсовую форму, снятую с барельефа, вливали жидкую фарфоровую массу и оставляли, пока она не застынет. Потом на оставшуюся в форме массу вручную накладывали необходимое количество фарфорового теста». Скульптуры чередуются с фруктовыми венками, которые продублированы и в верхних рядах кессонов. Все барельефы — белые с лёгкой позолотой.
Станция решена в тонах белого цвета. Такое оформление позволяет уменьшить ощущение подземки. Пилоны облицованы мрамором «коелга» тёплого оттенка. Выступающие части путевых стен облицованы тем же мрамором, что и пилоны. Ниши путевых стен покрыты мрамором «полевской» более холодного оттенка. Своды центрального и боковых залов белые.
Освещение центрального и боковых залов устроено одинаково. К сводам подвешены хрустальные светильники-чаши в бронзовой оправе. В нишах пилонов над скамьями установлены светильники-бра с двумя шарообразными плафонами (эти светильники не были предусмотрены первоначальным проектом).
Пол в центральном зале облицован плитами чёрного слипчицкого габбро, светло-серого янцевского и тёмно-серого жежелевского гранитов, выложенными в шахматном порядке. Изначально пол центрального зала был набран чёрными и жёлтыми плитами мрамора «давалу» и «бьюк-янкой».

### Вестибюли

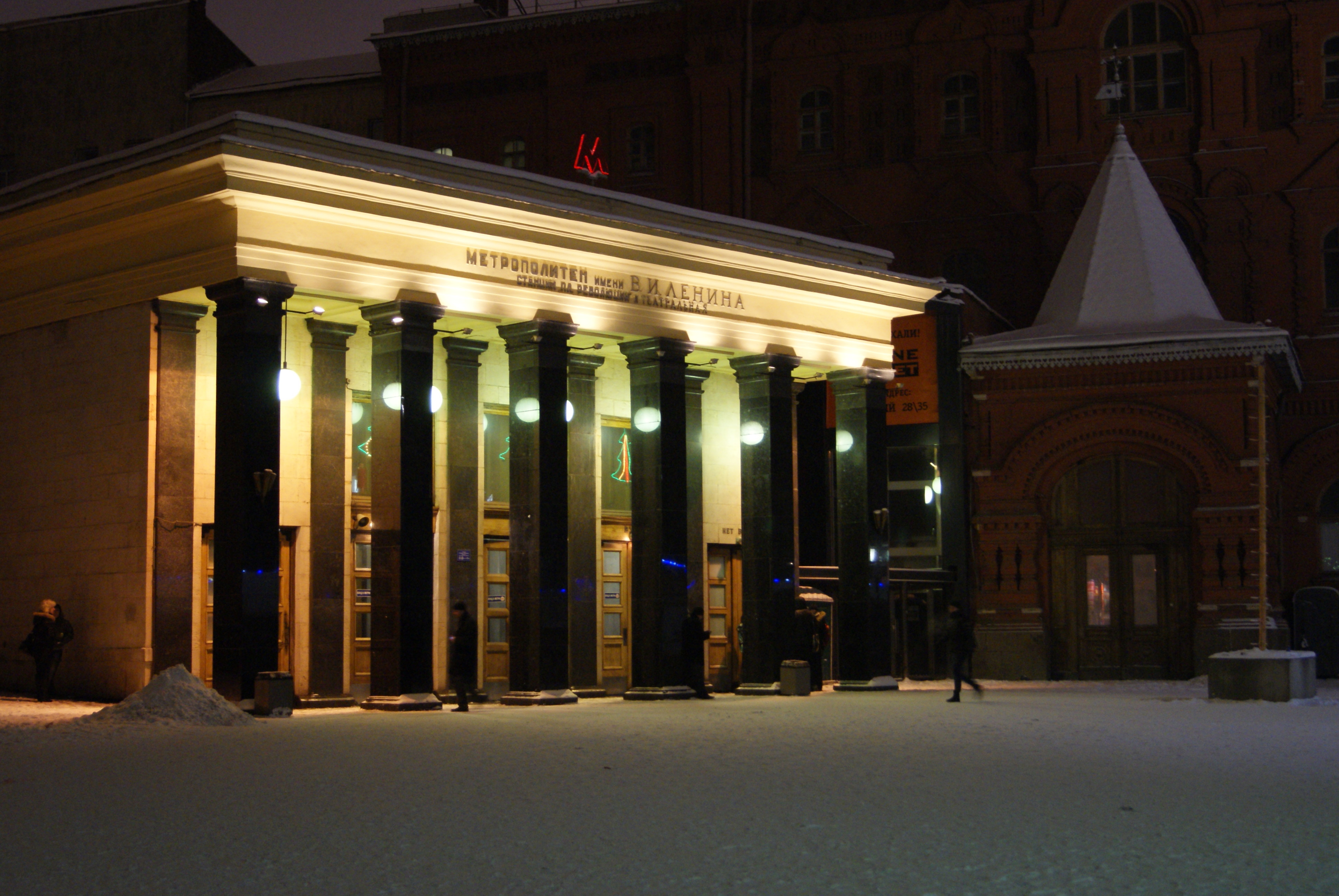
Вестибюль станций «Театральная» и «Площадь Революции»

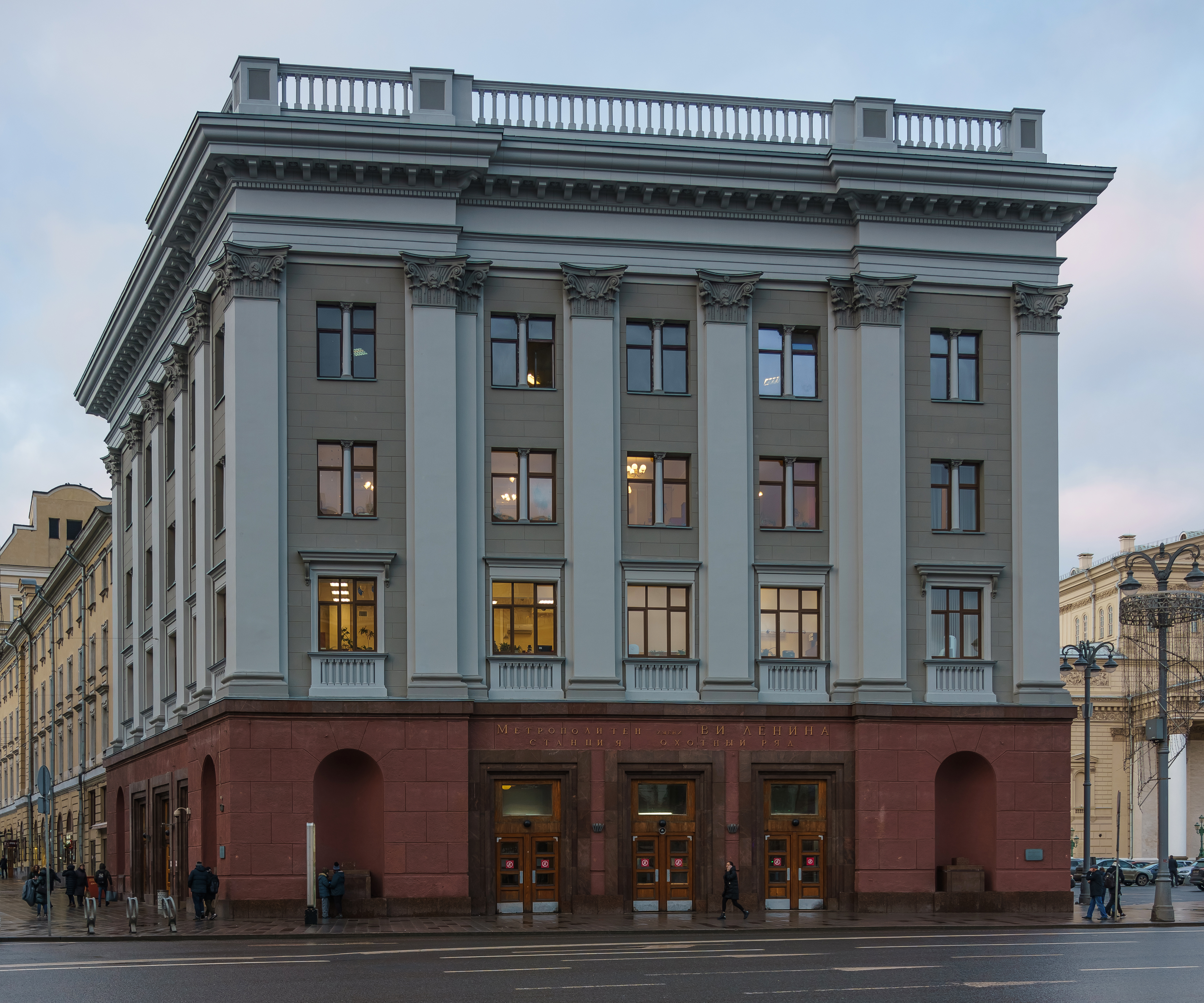
Вестибюль станций «Театральная» и «Охотный Ряд»

Южный вестибюль «Театральной» является общим со станцией «Площадь Революции», его архитектор А. Н. Душкин. Изначально предполагалось, что этот вестибюль в будущем будет встроен в здание Академического кинотеатра. Поэтому перед архитектором стояла задача сделать такой вестибюль, чтобы его можно было встроить в большое здание и чтобы при этом он мог существовать самостоятельно. Вестибюль был спроектирован и таким образом, чтобы его не приходилось закрывать на время строительства кинотеатра.
Эскалаторы обеих станций начинаются в большом овальном зале, который задумывался как часть будущего здания кинотеатра. Предполагалось, что вход в метро будет в одной из частей кинотеатра. До сооружения этого здания выход был устроен в отдельном павильоне, который предполагался временным. Входной павильон несколько отдалён от эскалаторного зала и соединён с ним проходом. Это было сделано для того, чтобы работы по сооружению будущего здания не мешали пассажирам.
Архитектура интерьеров южного вестибюля лаконична. Стены эскалаторного зала облицованы тёмным мрамором «садахло». Потолок обработан рельефными тягами. Пол покрыт гранитом. Стены кассового зала и прохода облицованы тёмно-жёлтым «бьюк-янкоем». Эскалаторный зал освещают круглые подвесные светильники, а кассовый зал и проход — настенные бра. В вестибюле установлен бюст В. И. Ленина. Снаружи павильон решён в виде портика с шестью квадратными колоннами, облицованными тёмным лабрадоритом. Наружные стены павильона покрыты белым подмосковным известняком.
Северный вестибюль «Театральной» является общим со станцией «Охотный Ряд». Этот вестибюль был сооружён по проекту Д. Н. Чечулина и встроен в старый дом. Из этого вестибюля к эскалатору «Театральной» ведёт переход. Его стены облицованы желто-розовым газганским мрамором, на них установлены парные бра. На стене рядом с эскалатором установлена мемориальная доска, сообщающая год открытия станции. Название станции на табличке старое — «Площадь Свердлова».

### Переходы

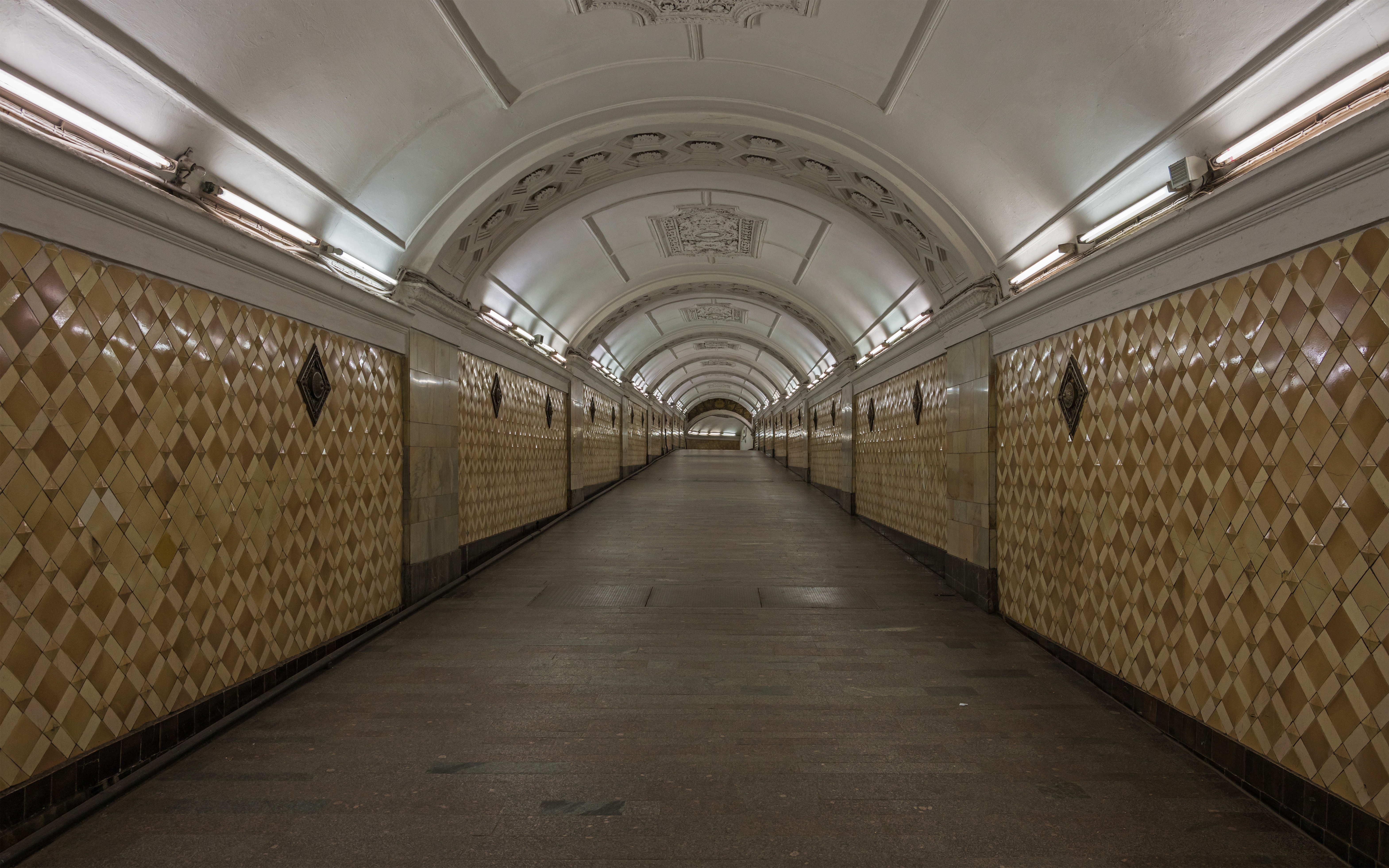
Переход с «Площади Революции» на «Театральную»

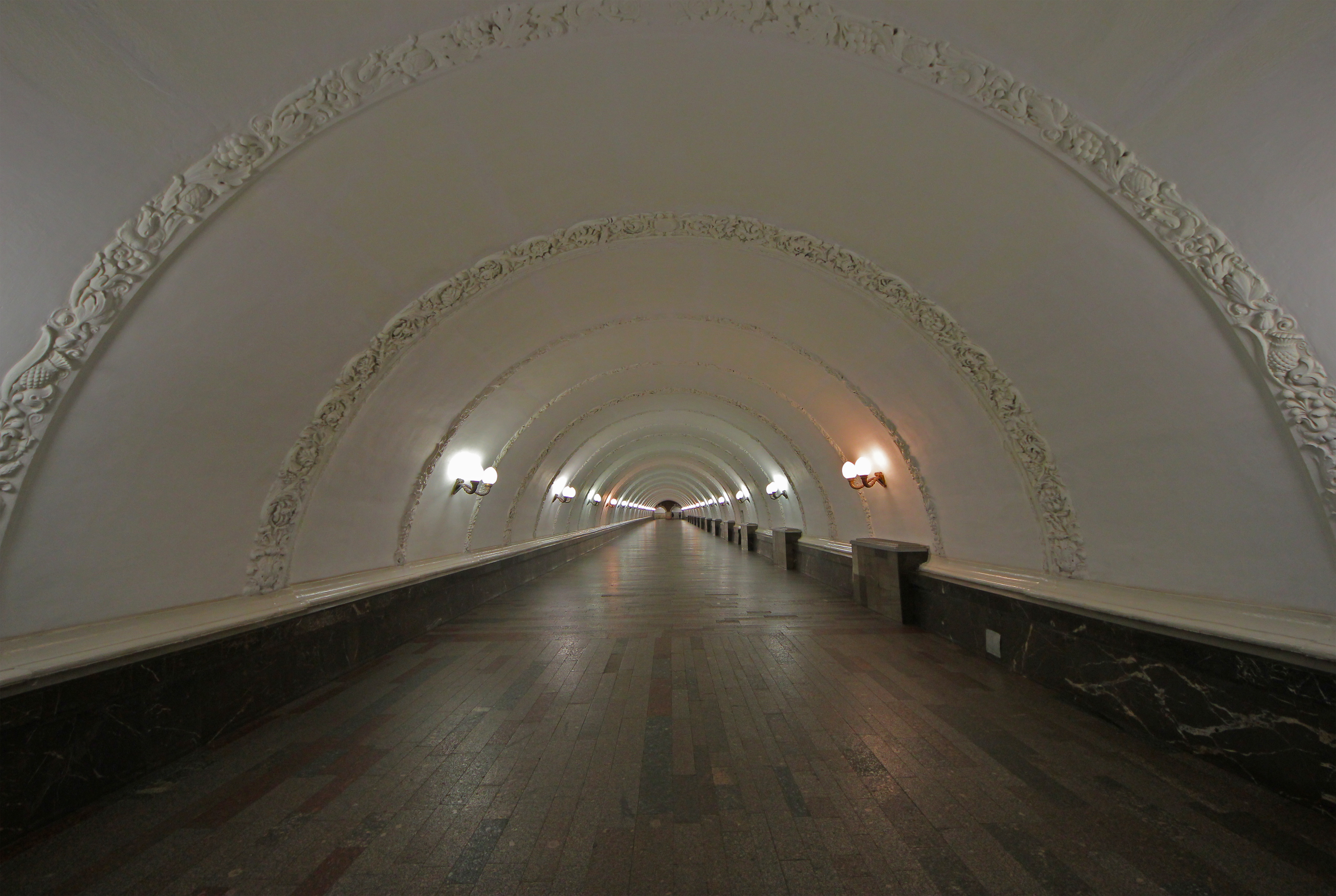
Переходный тоннель на станцию «Охотный Ряд»

«Театральная» связана переходами с двумя станциями метрополитена — «Охотный Ряд» и «Площадь Революции», не имеющими собственного перехода между собой. Оба наземных вестибюля «Театральной» совмещены с наземными вестибюлями тех же станций.
Переходы на станции «Охотный Ряд» и «Площадь Революции» расположены в центре зала. К станции «Охотный Ряд» ведут две лестницы и мостики над путём в сторону «Красногвардейской». Раньше лестниц было три, но одну демонтировали, и теперь мостик, ведущий к ней, используется как служебное помещение. Парапеты лестниц облицованы прохорово-баландинским мрамором. На стенах напротив лестниц расположены барельефы на тему парного танца (чтобы их увидеть при подъёме по лестнице, надо посмотреть назад). Оба прохода соединяются в небольшом аванзале. Стены этого зала отделаны розово-сиреневым биробиджанским мрамором. По бокам стоят четыре круглые каннелированные колонны из оливково-серого мрамора «садахло», над которыми расположены барельефы с изображением двух великих композиторов — М. И. Глинки и П. И. Чайковского. Далее к «Охотному Ряду» ведёт длинный тоннель. Белый потолок перехода отделан лепными арками. Освещают переход настенные бра. В конце тоннель разделяется на два прохода, между которыми установлена решётка с растительным орнаментом. Проходы сообщаются с эскалаторным залом, потолок которого отделан лепниной. Оттуда можно подняться к центральному залу станции «Охотный Ряд». Переход был сооружён в 1944 году, его архитекторы — супруги И. Г. Таранов и Н. А. Быкова.
Переход с «Площади Революции» соединяет эту станцию с торцом «Театральной», его архитектор — Н. Н. Андриканис (переходный коридор заканчивается соединительной камерой за эскалаторами, откуда можно выйти на любую из платформ, но не напрямую в центральный зал). Он был открыт 9 мая 1946 года, и его оформление посвящено теме победы СССР в Великой Отечественной войне. В барельефах над арками перехода изображения знамён и оружия. В барельефе у глухой стены в начале перехода слова «Наше дело правое — мы победили» (ранее там была ещё фамилия Сталина, но потом её убрали). Свод перехода украшен лепниной. Его стены облицованы жёлтой и белой керамической плиткой различной формы, имеются металлические вставки. Изначально переход освещали подвесные светильники, но затем их заменили на люминесцентные лампы, размещённые над карнизами. Над аркой в конце перехода есть барельеф с датой его открытия.

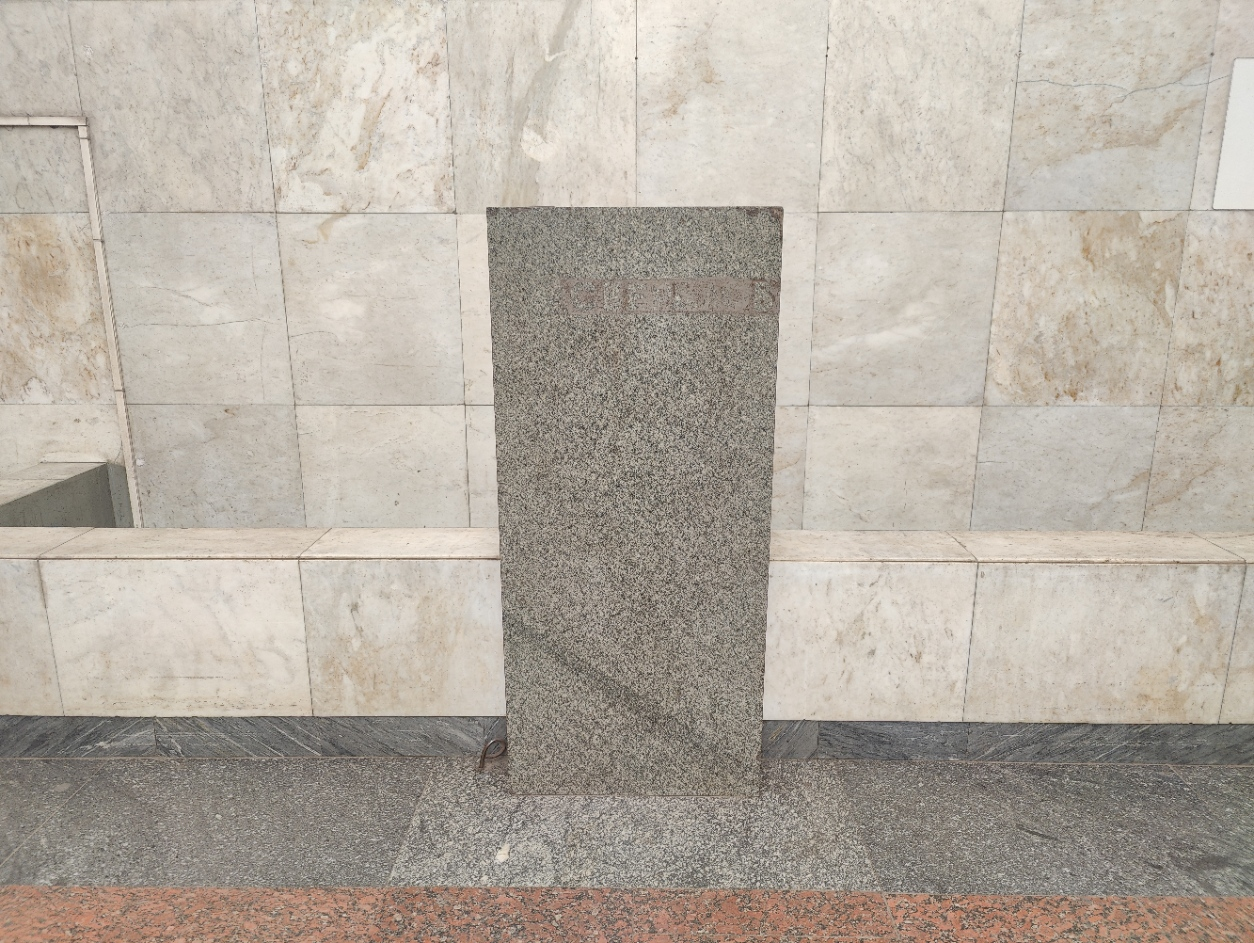
Постамент от бюста Я. М. Свердлову

В 1974 году было построено ещё два перехода — из центрального зала «Театральной» к торцу «Площади Революции» и из центра станции «Охотный Ряд» к торцу «Театральной» (в обоих случаях также с соединительными камерами за эскалаторами). В конце перехода с «Охотного Ряда» ранее стоял бюст Я. М. Свердлова работы скульптора А. П. Шлыкова, но сейчас от него остался только постамент. Дальнейшая его судьба неизвестна.

## Пересадки

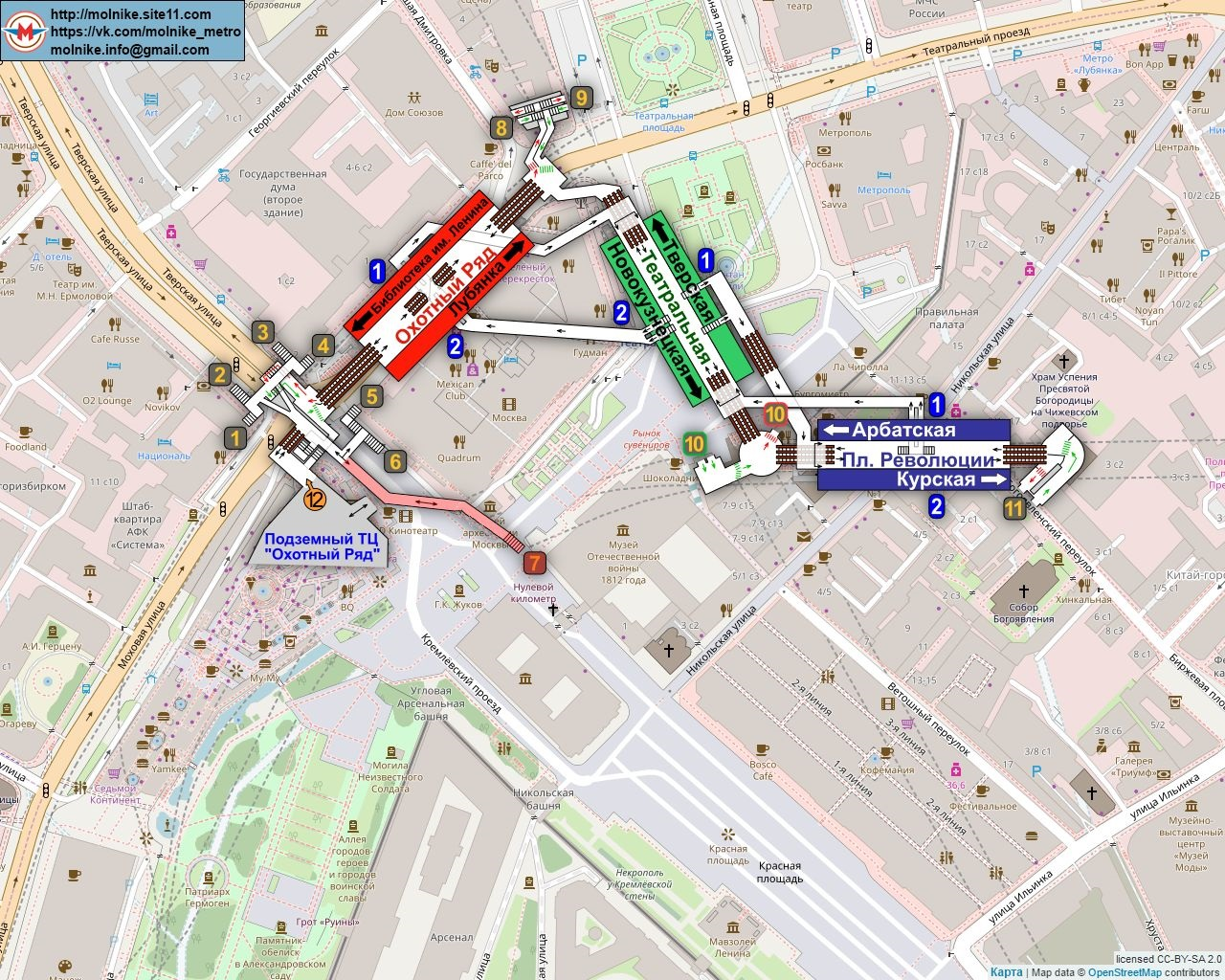
Схема и расположение станции в составе пересадочного узла на карте города

Станция «Театральная» является центром крупного пересадочного узла. С неё можно осуществить пересадку на станции «Охотный Ряд» Сокольнической линии и «Площадь Революции» Арбатско-Покровской линии. Перейти на каждую из этих станций можно двумя путями — по подземным переходам и через общие наземные вестибюли. Переходы расположены в центре «Театральной», к ним ведут лестницы над путями. Станции «Охотный Ряд» и «Площадь Революции» прямой пересадки между собой не имеют, так как станции достаточно удалены друг от друга, поэтому перейти с одной станции на другую можно только через «Театральную».
Время в пути по подземному переходу с «Театральной» на «Охотный Ряд» составит примерно от 2,5 до 3 минут. Другой способ пересадки, не обозначенный на указателях, — через наземный вестибюль. Надо подняться на эскалаторе (выход на Театральную площадь), пройти по небольшой галерее и спуститься в метро «Охотный Ряд». Затраченное время составит около 2,5 минуты. С «Охотного Ряда» на «Театральную» можно также перейти двумя способами, но путь через подземный переход займёт уже около 4 минут.
Путь по подземному переходу на станцию «Площадь Революции» занимает чуть более 3 минут. Другой способ пересадки — подъём и спуск по эскалатору (выход на площадь Революции). В этом случае время перехода составляет примерно 4,5 минуты. Преимущество последнего способа пересадки в том, что пройти пешком надо совсем немного. Со станции «Площадь Революции» на «Театральную» можно тоже перейти двумя способами.
Согласно статистическому исследованию 1999 года, за сутки пересадку между станциями «Театральная» и «Охотный Ряд» совершили 241 000 человек, а между станциями «Театральная» и «Площадь Революции» — 209 300 человек.

## Станция в цифрах
Время открытия станции для входа пассажиров: выход на Театральную площадь — в 5 часов 30 минут, выход к Красной площади — в 5 часов 35 минут; время закрытия — в 1 час ночи.
Таблица времени прохождения первого поезда через станцию:
| По чётным числам                  | Будние дни | Выходные дни |
| По нечётным числам                | Будние дни | Выходные дни |
| В сторону станции «Тверская»      | 05:49:00   | 05:49:00     |
| В сторону станции «Тверская»      | 05:49:00   | 05:49:00     |
| В сторону станции «Новокузнецкая» | 05:43:00   | 05:43:00     |
| В сторону станции «Новокузнецкая» | 05:43:00   | 05:43:00     |

## Расположение
Станция ограничена перегонами: «Театральная» — «Тверская», «Театральная» — «Новокузнецкая». Станция метро «Театральная» расположена в самом центре Москвы. Северный вестибюль встроен в бывший доходный дом, расположенный по адресу улица Большая Дмитровка, 2. Выход на Театральную площадь. Южный вестибюль выходит на площадь Революции.

### Достопримечательности
Рядом со станцией метро «Театральная» находится большое количество достопримечательностей.
Выход на Театральную площадь:

1 — Большой театр
2 — Малый театр
3 — Государственный академический театр «Московская оперетта»
4 — Московский Художественный театр имени А. П. Чехова
5 — Российский академический молодёжный театр
6 — Дом Союзов
7 — ЦУМ
Выход на площадь Революции:

8 — Красная площадь
9 — Могила Неизвестного Солдата
10 — Государственный исторический музей
11 — Гостиница «Метрополь»
12 — ГУМ
13 — ТЦ «Охотный ряд»

### Наземный общественный транспорт
На этой станции можно пересесть на следующие маршруты городского пассажирского транспорта:
- Автобусы: м1, м2, м3, м6, м7, м9, м40, е10, е30, с344, 538, н1, н2, н6, н10, н11, н12, н14

## Комментарии
1. ↑  Ранее — «Пс», что происходит от прежнего названия — «Площадь Свердлова».
2. ↑  Проект 1936 года был почти в точности реализован; были установлены дополнительные светильники над скамьями
3. ↑  О средствах сигнализации и связи на них см. статью Средства сигнализации и связи // Замоскворецкая линия
4. ↑  На плане не показаны переходы и гермозатворы, появившиеся после открытия станции
5. ↑  В статье указаны только те достопримечательности, которые перечислены на информационных щитах станции